# Hor-Behdeti
Hor-Behdeti (auch Hor-Behedeti, Horus von Edfu) ist in der ägyptischen Mythologie eine Form des Gottes Horus und erstmals im Alten Reich belegt. Er genoss in Edfu einen besonderen Kultstatus, da er zudem als Erscheinungsform des Hor-heri-wadjef auftrat. Daneben bezeichneten sich Hor-sa-aset-sa-Usir, Harsiese, Harendotes, Behdeti und der Falke des Chnum ebenfalls als Hor-Behdeti.

## Ikonografie des Hor-Behdeti

### Tempel in Edfu
- Falkenköpfig mit zwei Näpfen in den Händen.
- Als Mann mit Gesicht eines Falken; mit der weißen Krone des Südens, roten Krone des Nordens und Doppelfederkrone sowie Spirale und zwei Uräen auf seinem Kopf. Sein Rücken ist falkengestaltig, wobei er eine Harpune und ein Seil in den Händen hält.
- Falkenköpfig auf zwei Krokodilen sitzend mit Sonnenscheibe auf dem Kopf; in der rechten Hand eine Sichel und in der linken Hand einen Skorpion haltend. Auf seinem Rücken sind Falkenflügel zu sehen.
- Falke auf einer Standarte, wahlweise über drei Binsen.
- Flügelskarabäus mit Sonnenscheibe zwischen den Vorderbeinen sowie einem Schen-Ring zwischen den Hinterbeinen.
- Menschenköpfig als Sphinx mit Hemhem-Krone, zwei Feinde zertrampelnd.
- Löwe mit Menschenkopf und Hemhem-Krone, Krallen wie Messer und auf Feinden stehend.

## Mythologische Verbindungen
Hor-Behdeti war als Hor-heri-wadjef in den Osirismythos eingebunden und kämpfte als Nebenform des Horus gegen Seth. In dieser Funktion war er gleichzeitig Kind und Gatte der Isis, was wiederum seine mythologische Verbindung mit Buto erklärt.  
Im Neuen Reich wurde ihm zu Ehren alljährlich das Hor-Behdeti-Fest am 5. Achet I begangen. Als Gottheit des Mondauges war ihm der zwölfte Mondmonatstag gewidmet. Als Lokalgott des zweiten oberägyptischen Gaues ist Hor-Behdeti im Mittleren Reich bezeugt.
Im Tempel von Edfu bildete er mit Hathor von Dendera und Ihi eine Triade.